# Иканович, Джамали Кучикоевич
Джамали Кучикоевич Иканович (род. 8 июля 1965, Орджоникидзе, Северо-Осетинская АССР, СССР) — советский и российский футболист, вратарь, тренер.

## Карьера

### Игровая
Воспитанник осетинского футбола. Начинал карьеру в 1983 году в «Амударье» из Нукуса. В 1986 году пополнил ряды «Нарта». В 1987 году защищал цвета карагандинского «Шахтёра». В 1988 году перешёл в «Терек». В 1989 году пополнил ряды владикавказского «Спартака». В 1992 году подписал контракт с липецким «Металлургом». 14 апреля 1993 году в матче против «Нарта» (5:0) забил единственный мяч в карьере, реализовав пенальти на 85-й минуте. В 1996 году перешёл в анапский «Спартак». В 1997 году защищал цвета иркутской «Звезды». В 1998 году подписал контракт с клубом «Чкаловец». В феврале 2000 года пополнил ряды щёлковского «Спартака». Летом того же года перешёл в «Чкаловец-Олимпик». Завершил карьеру в 2002 году в «Луче».

### Тренерская
В 2006—2008 годах — тренер вратарей иркутской «Звезды». После расформирования клуба пополнил тренерский штаб клуба «Салют-Энергия». В 2010—2013 годах входил в тренерский штаб липецкого «Металлурга». В 2014 году назначен тренером вратарей «Байкала». В феврале 2016 года покинул клуб и занял аналогичную должность в «Чите».

## Достижения
- Победитель Первой лиги: 1990
- Серебряный призёр зоны «Восток» Второго дивизиона: 1998
- Победитель 1-й зоны Третьей лиги: 1996

## Личная жизнь
Сын Давид (род. 1989) — также футболист, вратарь.